# Walworth (Londyn)
Walworth – dzielnica Londynu, w Wielkim Londynie, leżąca w gminie Southwark. Leży 3,2 km od centrum Londynu. Walworth jest wspomniana w Domesday Book (1086) jako Waleorde.